# Ural (rzeka)
Ural (t. Jaik; ros. Урал – Urał) – rzeka w Rosji i Kazachstanie. Długość – 2428 km (trzecia co do długości rzeka Europy po Wołdze i Dunaju).
Pierwotna nazwa rzeki brzmi Jaik (Яик), dopiero w 1775 wprowadzono obecną nazwę na rozkaz cesarzowej Katarzyny II, która chciała likwidacji nazwy Jaik w celu zatarcia pamięci historycznej – w powstaniu Pugaczowa wielką rolę odegrali Kozacy jaiccy. Dawna nazwa rzeki przetrwała w Baszkirii oraz przede wszystkim w Kazachstanie, gdzie Żajyk (Жайык) jest oficjalną nazwą geograficzną. Nazwy Jaik używał także Zygmunt Krasiński w poemacie Agaj-Han (1833). 
Jej źródło znajduje się w górach Uralu Południowego. Uchodzi do Morza Kaspijskiego. Ujście tworzy deltę. W drugiej połowie XVIII wieku rzeka dzieliła się przy ujściu na 19 odnóg, których liczba stopniowo zmniejszała się, tak że po 100 latach były tylko 3 odnogi. 
Większe miasta leżące nad rzeką to Atyrau, Uralsk, Orenburg, Orsk, Magnitogorsk. 
Większość geografów, National Geographic Society i The World Factbook uznają, że od Morza Kaspijskiego rzeka Ural stanowi granicę między Europą a Azją. 